# Окунь, Саул Львович
Саул Львович Окунь (4 января 1915, Рогачёв — 1995, Москва) — советский разведчик-нелегал, полковник службы государственной безопасности.

## Биография
Родился в Рогачёве Гомельской губернии в семье аптекаря. С 1931 г. учился в Московском институте инженеров транспорта, с третьего курса по комсомольскому набору мобилизован в органы НКВД. С 1936 г. работал в легальных резидентурах ИНО (Иностранный отдел Коминтерна — разведка) в Прибалтийских государствах. С 1939 по 1941 г. работал консулом в Венгрии. С начала войны работал в 4-м управлении НКВД, был заместителем начальника 4-го отделения, подотдела, курировал партизанское движение на Западной Украине. Участвовал в разведподготовке Н. И. Кузнецова. После войны работал в Вене по линии Бюро № 1. Руководил подготовкой операции по убийству лидера НТС Г. Околовича. После невозвращения агента разведки Н. Е. Хохлова (1954) и своего отказа выехать в составе опергруппы в Венгрию (1956) уволен из органов КГБ. Работал до конца жизни в ресторане «Прага» − первый заместитель директора, директор.
Дочь — Татьяна Сауловна Гущина, активист охраны экологической среды.

## Награды
- Орден Красной Звезды
- Знак Почетный работник ВЧК-ГПУ